# О́
О́ (О́ о́; cursiva: О́ о́) es una letra del alfabeto cirílico. En todas sus formas se ve exactamente idéntica a la letra latina Ó (Ó ó Ó ó).

## Computando códigos
Siendo una letra relativamente reciente, no está presente en cualquier codificación cirílica legada de los 8-bits, la letra О́ no es representada directamente por un carácter precompuesto en Unicode; por lo que tiene que ser compuesto como О+◌́ (U+0301).
| Carácter      | О                         | О                         | о                       | о                       | ́                       | ́                       |
| ------------- | ------------------------- | ------------------------- | ----------------------- | ----------------------- | ---------------------- | ---------------------- |
| Unicode       | CYRILLIC CAPITAL LETTER O | CYRILLIC CAPITAL LETTER O | CYRILLIC SMALL LETTER O | CYRILLIC SMALL LETTER O | COMBINING ACUTE ACCENT | COMBINING ACUTE ACCENT |
| Codificación  | decimal                   | hex                       | decimal                 | hex                     | decimal                | hex                    |
| Unicode       | 1054                      | U+041E                    | 1086                    | U+043E                  | 769                    | U+0301                 |
| UTF-8         | 208 158                   | D0 9E                     | 208 190                 | D0 BE                   | 204 129                | CC 81                  |
| Ref. numérica | &#1054;                   | &#x41E;                   | &#1086;                 | &#x43E;                 | &#769;                 | &#x301;                |

## Uso
⟨О́⟩ y otras vocales cirílicas con acentos se encuentran más comúnmente en las lenguas eslavicas orientales, tales como el ruso en palabras como: замо́к, дóма, звóнит, etc.
Estas clases de palabras son más largas que una sílaba llevan un acento. Los acentos son vocales fundamentales  se pronuncian con más intensidad y no cambia su sonido dentro de palabras.
En lenguas eslavas orientales, como en cualquier otra vocal acentuada en las lenguas eslavas, principalmente en las lenguas eslavas orientales son importantes para hablantes nativos para entender correctamente.

## Relacionado con letras y otros caracteres similares
- O o: Letra latina O
- Ó ó: Letra latina Ó - una letra del checo, feroés, húngaro, islandés, kashubo, polaco, sorbio, y del eslovaco
- О о : Letra cirílica О